# Пек-пак 22
Пек-пак 22 (англ. Peq-Paq 22) — індіанська резервація в Канаді, у провінції Британська Колумбія, у межах регіонального округу Томпсон-Нікола.

## Населення
За даними перепису 2016 року, індіанська резервація не ма постійного населення.

## Клімат
Середня річна температура становить 4,6°C, середня максимальна – 18,8°C, а середня мінімальна – -11,9°C. Середня річна кількість опадів – 410 мм.
| Клімат поселення                              | Клімат поселення | Клімат поселення | Клімат поселення | Клімат поселення | Клімат поселення | Клімат поселення | Клімат поселення | Клімат поселення | Клімат поселення | Клімат поселення | Клімат поселення | Клімат поселення | Клімат поселення |
| Показник                                      | Січ.             | Лют.             | Бер.             | Квіт.            | Трав.            | Черв.            | Лип.             | Серп.            | Вер.             | Жовт.            | Лист.            | Груд.            |                  |
| Середній максимум, °C                         | 0,32             | 2,55             | 6,28             | 10,58            | 14,73            | 18,20            | 18,40            | 18,75            | 14,26            | 8,85             | 2,32             | −2,39            |                  |
| Середня температура, °C                       | −5,78            | −3,56            | 0,16             | 4,47             | 8,62             | 12,09            | 14,93            | 15,28            | 10,79            | 5,40             | −1,16            | −5,85            |                  |
| Середній мінімум, °C                          | −11,9            | −9,66            | −5,96            | −1,65            | 2,51             | 5,98             | 11,48            | 11,83            | 7,34             | 1,94             | −4,62            | −9,32            |                  |
| Норма опадів, мм                              | 35               | 23               | 20               | 22               | 40               | 47               | 44               | 35               | 29               | 32               | 41               | 42               |                  |
| Середньомісячна швидкість вітру, м/с          | 2.21             | 2.30             | 2.56             | 2.82             | 2.60             | 2.48             | 2.32             | 2.12             | 2.05             | 2.25             | 2.33             | 2.21             |                  |
| Середньомісячна сонячна радіація, кДж/м²·день | 3289             | 6404             | 10837            | 15785            | 19204            | 20790            | 21662            | 18542            | 13117            | 7392             | 3645             | 2610             |                  |
| --------------------------------------------- | ---------------- | ---------------- | ---------------- | ---------------- | ---------------- | ---------------- | ---------------- | ---------------- | ---------------- | ---------------- | ---------------- | ---------------- | ---------------- |
| Джерело:                                      |                  |                  |                  |                  |                  |                  |                  |                  |                  |                  |                  |                  |                  |